# Vieja iglesia neerlandesa de Sleepy Hollow
La vieja iglesia neerlandesa de Sleepy Hollow (en idioma neerlandés: Oude Nederlandse Kerk van Sleepy Hollow) es un edificio religioso inscrita en el Registro Nacional de Lugares Históricos. La iglesia de piedra se levantó a finales del siglo XVII en la zona de Albany Post Road, en la villa estadounidense de Sleepy Hollow, en el estado de Nueva York. La iglesia y su patio de tres acres (1,2 ha) ocupan un lugar destacado en el cuento de Washington Irving de 1820 La leyenda de Sleepy Hollow. El patio de la iglesia se confunde a menudo con el cementerio de Sleepy Hollow, contiguo pero separado.
Es la segunda iglesia más antigua que se conserva y el 15º edificio más antiguo del estado de Nueva York, renovado tras un incendio en 1837. Algunas de esas renovaciones se revirtieron 60 años más tarde, y en 1960 se realizaron nuevas obras. En 1966 se incluyó en el Registro, siendo una de las primeras propiedades reconocidas como tal. Ya había sido designado monumento histórico nacional en 1961. Sigue siendo propiedad de la Iglesia Reformada de los Tarrytowns, que celebra allí sus servicios en verano y en ocasiones especiales, como la Nochebuena.

## Edificio

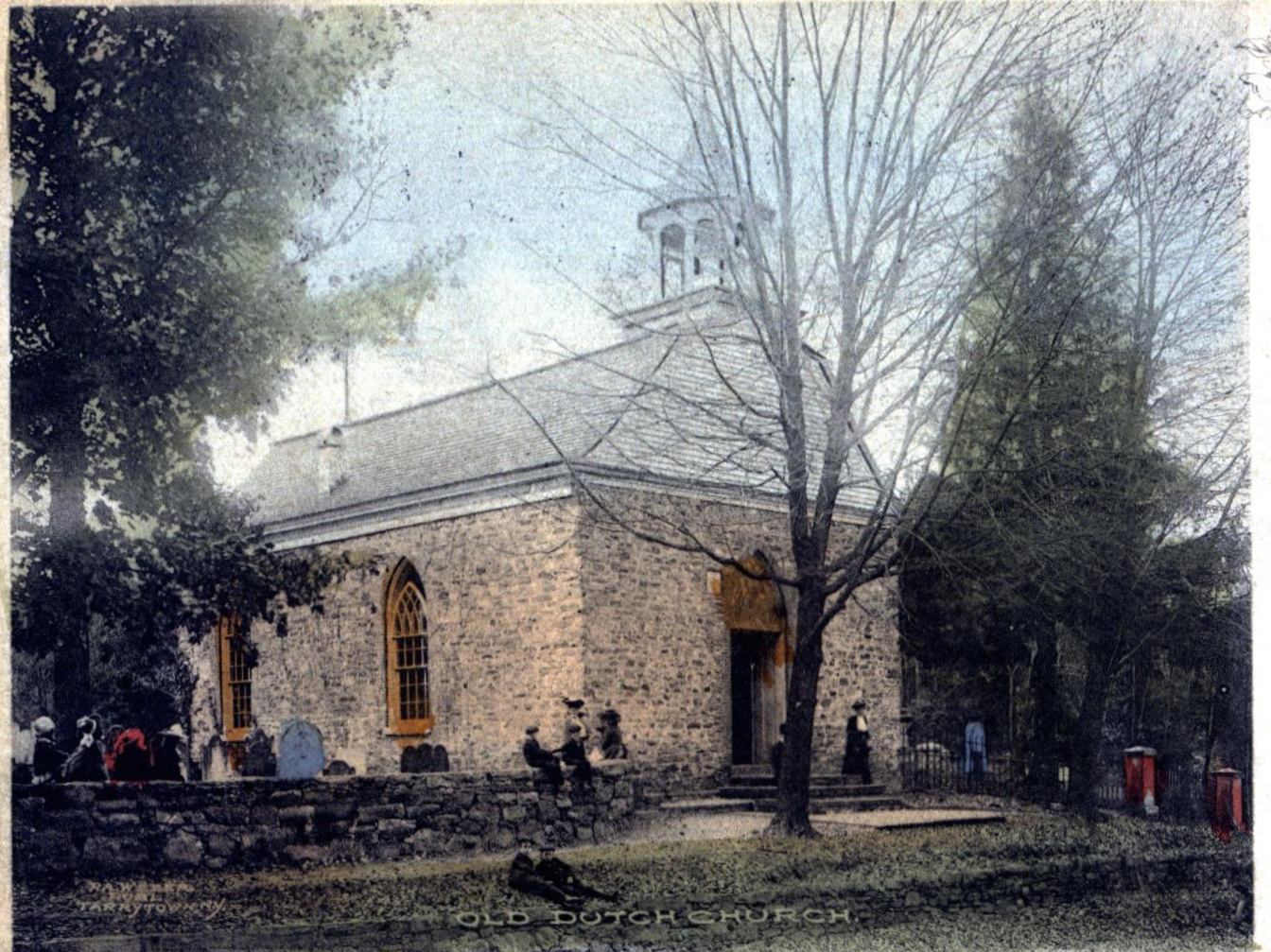
Imagen de la vieja iglesia en 1907.

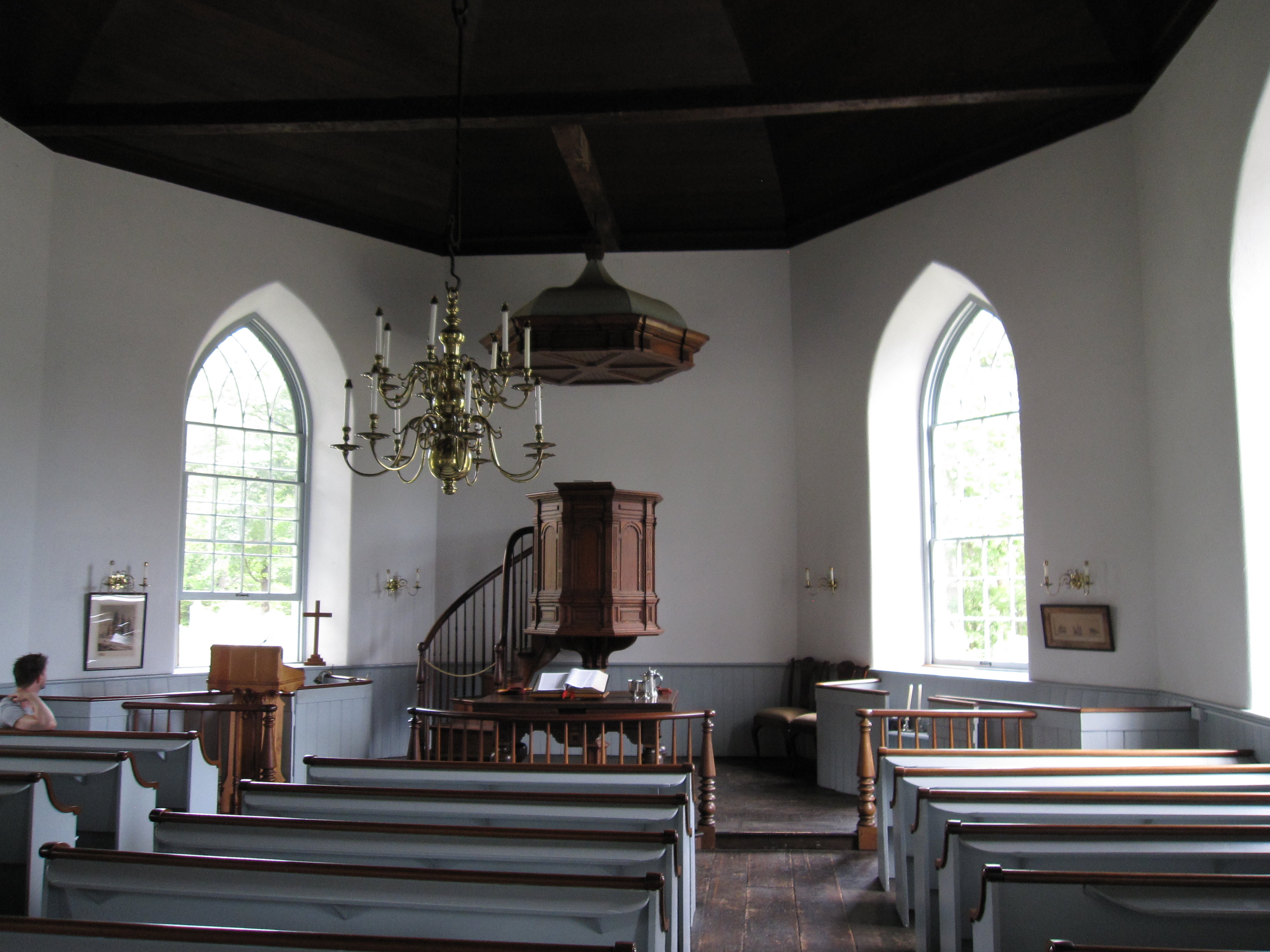
Interior de la iglesia.

El edificio fue diseñado y financiado por Frederick Philipse I, Lord of Philipse Manor, un rico comerciante y terrateniente. Está situado en el lado este de Albany Post Road, frente al cruce de Devries Road, justo al norte del centro de Sleepy Hollow. Los barrios del oeste son residenciales. Una zona boscosa al sureste protege a la iglesia de las zonas residenciales en esa dirección. Aproximadamente 100 metros al sur se encuentra el estanque del molino de Philipsburg Manor House, otro monumento histórico nacional. El patio de la iglesia y el cementerio de Sleepy Hollow, también incluido en el Registro, están al norte.
La estructura es rectangular, con un ábside posterior de tres lados en el extremo este. Tiene paredes de piedra de campo de 60 cm de grosor. Estos muros dan paso a las tablas de madera por encima de la línea del tejado, dentro de los campos del tejado a dos aguas de estilo flamenco, cuyos segmentos inferiores se abren hacia fuera como una campana. En el extremo oeste del tejado hay una espadaña octogonal de madera abierta.
En su interior se encuentra la campana original, con un verso grabado de Romanos 8:31, "Si Deus Pro Nobis, Quis Contras Nos?" ("Si Dios está a favor de nosotros, ¿quién puede estar en contra?") y "VF", las iniciales de Philipse. Este último monograma se encuentra también en la veleta de hierro forjado del campanario.
Al oeste, un muro de contención de piedra eleva la iglesia por encima del nivel del suelo. Unos arbustos flanquean los escalones de piedra que conducen a la entrada principal, unas puertas dobles de madera con paneles empotradas en un arco gótico. Encima hay un travesaño de cristal con molduras curvadas que se entrecruzan. Se encuentra dentro de un marco de ladrillo. Las fachadas norte y sur tienen ventanas de guillotina de doble hoja, al igual que las dos caras laterales del ábside. En la línea del tejado hay una cornisa de madera moldeada.
El interior tiene sus bancos de madera, con dos pasillos laterales, dispuestos de manera que todos puedan concentrarse en el púlpito. El púlpito está situado en una plataforma elevada en la parte trasera, justo enfrente de la entrada principal. Una balaustrada con postes de madera torneada, abierta en los pasillos, separa la plataforma del resto del amplio suelo de madera. Detrás de ella hay una mesa, con un atril en el norte y un banco cerrado en el lado sur. El púlpito de madera ornamentada se eleva por encima del nivel de la mesa; se accede a él por una corta escalera de caracol. En la parte trasera hay un órgano de tubos.

## Historia

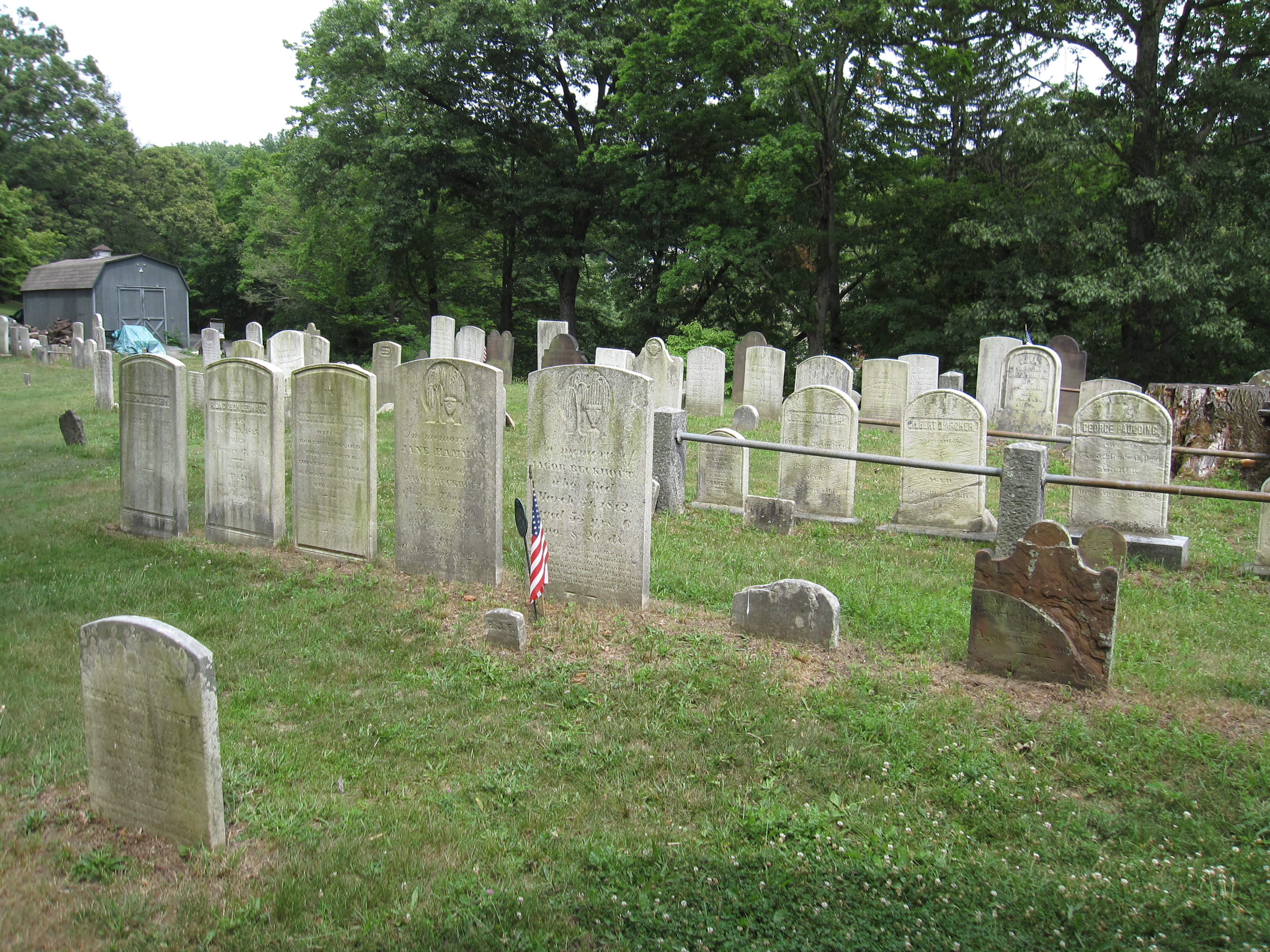
Antiguo cementerio de la iglesia.

Frederick Philipse I, señor de la mansión Philipse, era dueño de la vasta extensión de tierra que abarca desde Spuyten Duyvil en El Bronx hasta el río Croton. Después de jurar lealtad y de que los ingleses le concedieran su señorío, eligió establecer su sede campestre en lo que entonces se conocía como North Tarrytown, donde el río Pocantico desembocaba en el río Hudson. A su llegada, en 1683, ya se había establecido allí una pequeña comunidad, con 50 entierros en el pequeño cementerio. Construyó la primera iglesia para ellos en el extremo sur del cementerio.
La esposa de Philipse, Margaret Hardenbroek DeVries Philipse, murió en 1691, y él volvió a casarse pronto. Su segunda esposa, Catharine Van Cortlandt Derval, le instó a que construyera una iglesia de piedra más permanente para sus inquilinos, y más adelante en la misma década la obligó, siendo su arquitecto, financiador y ayudante en su construcción (se dice que construyó el púlpito con sus propias manos). Una lápida de mármol frente a la iglesia da como fecha de finalización 1699. Sin embargo, la lápida se colocó en el siglo XIX y se considera más probable que la iglesia estuviera terminada en 1697. La congregación se organizó ese año, el mismo en el que el primer pastor comenzó a ejercer sus funciones.
La historia temprana de la iglesia y sus miembros fue registrada por Dirck Storm, en su libro Het Notite Boeck der Christelyckes Kercke op de Manner of Philips Burgh. Siguió siendo la iglesia de la mansión Philipse hasta la Revolución, cuando las tierras de la familia fueron confiscadas por el Estado por estar del lado de la Corona. En ese momento se retiraron los bancos especiales para el señor de la mansión y se sustituyeron los bancos lisos de roble para los inquilinos por bancos de pino.
A partir de entonces continuó sin el patronato. Washington Irving, cuya finca de Sunnyside se encontraba a pocos kilómetros al sur, hizo famosa la iglesia cuando la mencionó de forma destacada en su cuento de Halloween de principios del siglo XIX La leyenda de Sleepy Hollow como escenario y lugar relacionado con el Jinete sin Cabeza. Más tarde, Irving utilizó ladrillos amarillos de la iglesia para delinear la fecha de construcción en la pared sobre la puerta del Priorato de Bolton en Pelham Manor (Nueva York).
En 1837 un incendio dañó la iglesia. Durante las reparaciones se hicieron algunos cambios significativos en el edificio. La entrada principal se trasladó de la fachada sur a su ubicación actual en el oeste, las ventanas y la entrada de la puerta se cambiaron por los arcos góticos de entonces y se les dio un marco de ladrillo. En el interior, se eliminó la galería norte y se amplió la oeste. Se sustituyeron las vigas del techo y el púlpito originales.
Sesenta años después, la iglesia fue renovada de nuevo para su bicentenario. Esa obra revirtió las renovaciones de 1837 restaurando el techo original y reproduciendo el púlpito original. Los Tarrytowns habían crecido a lo largo del siglo XIX, y se construyó una iglesia filial en Tarrytown para atender a la creciente congregación. Con el tiempo, esa iglesia se convirtió en la principal, y el edificio original se utilizó sólo para ocasiones especiales, práctica que continuó hasta la renovación más reciente en la década de 1990. En la actualidad, los servicios religiosos se celebran de junio a septiembre.